# Brünkendorf (Höhbeck)
Brünkendorf ist ein Ortsteil der Gemeinde Höhbeck im Landkreis Lüchow-Dannenberg in Niedersachsen.
Das Dorf liegt unweit der nördlich fließenden Elbe und auf der Erhebung des Höhbeck. Südwestlich erstreckt sich der Laascher See.

## Geschichte
Am 1. Juli 1972 wurde Brünkendorf in die Gemeinde Höhbeck eingegliedert.